# أليكس تايلور (سياسي كندي)
أليكس تايلور هو سياسي كندي، ولد في 24 يناير 1936 في غلاسكو في المملكة المتحدة. نشط حزبياً في Saskatchewan New Democratic Party ‏.